# 紅尾管蛇
紅尾管蛇（學名：Cylindrophis ruffus）是蛇亞目管蛇科下的一個蛇種，主要分布於東南亞。目前尚未有任何亞種。其一般生活于枯枝落叶下以及耕作地或住宅花园内的土质松软处。

## 地理分布
紅尾管蛇主要分布於緬甸、華南（如福建、香港、海南島）、越南、寮國、柬埔寨、泰國、馬來半島、東印度以及印尼（包括蘇門答臘、爪哇、蘇拉威西島、邦加島及摩鹿加群島等）。其標本產地標示為「Surinami（蘇利南）」，不過當中可能存在誤差（因為紅尾管蛇的主要分布地並不在美洲）。

## 備註
1. ↑  Wogan, G.; Vogel, G.; Nguyen, T.Q. & Thy, N. . The IUCN Red List of Threatened Species (IUCN). 2012, 2012: e.T192080A2037269  [5 January 2018]. doi:10.2305/IUCN.UK.2012-1.RLTS.T192080A2037269.en . （原始内容存档于2018-07-04）.
2. 1 2  McDiarmid RW、Campbell JA、Touré T：《Snake Species of the World: A Taxonomic and Geographic Reference, vol. 1》頁511，Herpetologists' League，1999年。ISBN 1-893777-00-6
3. ↑  . ITIS. 2007  [17 August, 2007].